# Charity Shield 1984
La Charity Shield 1984 fue la sexagésima segunda edición de la Community Shield, un partido anual organizado por la FA que enfrenta al campeón de la First Division y al ganador de la FA Cup. El encuentro se disputó el 18 de agosto de 1984 en el Wembley Stadium de Londres entre el Liverpool, campeón de la liga inglesa, y el Everton, campeón de la FA Cup.

## Antecedentes
El Liverpool se clasificó al encuentro tras consagrarse campeón de la First Division 1983-84, asegurando el título con una ventaja de tres puntos sobre el Southampton y obteniendo así su decimotercera participación en la competencia.
El Everton obtuvo su lugar tras consagrarse campeón de la FA Cup 1983-84 frente al Watford. Este encuentro marcaría su séptima participación en la Charity Shield.

## Participantes
| Liverpool | Campeón de la First Division 1983-84 |
| Everton   | Campeón de la FA Cup 1983-84         |

## El partido
El encuentro fue ganado por el Everton por 1-0 gracias a un gol en contra del arquero Bruce Grobbelaar a los 10 minutos del segundo tiempo. Con esta victoria, el club de Goodison Park obtuvo su quinto título en la historia del torneo.

#### Ficha del encuentro
| 18 de agosto de 1984, 15:00 BST | Everton          | 1:0     | Liverpool | Wembley Stadium, Londres,                                  |                                                            |
|                                 | - Grobbelaar 55' | Reporte |           | Asistencia: 100 000 espectadores Árbitro(s): Keith Hackett | Asistencia: 100 000 espectadores Árbitro(s): Keith Hackett |

Campeón

Everton
5.º título